# Michel Nieva
Michel Nieva (Buenos Aires, 1988) es un escritor, traductor y docente argentino. Su obra trata los tópicos de la ciencia ficción y el cyberpunk dentro de la literatura argentina. En 2022, obtuvo el Premio O. Henry de Ficción Corta por su cuento El niño dengue. Además, fue traducido a los idiomas búlgaro, italiano e inglés.

## Biografía
Nació en 1988 en la ciudad de Buenos Aires, Argentina. Estudió Filosofía en la Universidad de Buenos Aires y fue becario doctoral y docente en la Universidad de Nueva York.
Desde la adolescencia comenzó a crear un universo de ciencia ficción en un «futuro distópico en el que había desaparecido toda la humanidad y forma de vida».
En 2011, publicó su primer libro, el poemario Papelera de reciclaje. En 2013, publicó su primera novela, ¿Sueñan los gauchoides con ñandúes eléctricos?, donde exploró «la historia, la violencia política no solo contra cuerpos sino contra territorios en América Latina, mediante los tópicos y los personajes de la ciencia ficción: ahí es donde me reapropio del cyberpunk llamándolo Gauchopunk».
En 2018, editó su segunda novela, Ascenso y apogeo del imperio argentino, una «parodia borgeana del Facundo». En 2020, apareció su primer libro de ensayos, Tecnología y Barbarie. Ocho ensayos sobre monos, virus, bacterias, escritura no humana y ciencia ficción, que reinterpreta diferentes textos de la literatura argentina desde la ciencia ficción y el cyberpunk.
Sobre su obra manifestó: 

Me interesa la ciencia ficción y sus elementos y los del ciberpunk para releer la historia de la violencia política en nuestra región. También la distinción entre lo que es lo vivo y lo no vivo, lo humano y lo no humano, que siempre respondió a cuestiones políticas y que algunos tropos de la ciencia ficción pueden ayudar a entender.

En 2021, la revista Granta en español lo incluyó en su selección de los veinticinco mejores narradores jóvenes en español. Recibió el premio O. Henry de Ficción Corta 2022, un galardón estadounidense para cuentos breves en lengua inglesa y de extranjeros traducidos al inglés, por su cuento El niño dengue, un relato que transcurre en el siglo XXIII en las playas caribeñas de la Antártida y La Pampa.
En 2023, publicó su tercera novela, La infancia del mundo, una distopía acerca del desastre medioambiental. Un nuevo ensayo Ciencia ficción y capitalismo. Cómo los multimillonarios nos salvarán del fin del mundo, también aparecido en 2023, demuestra el uso de la literatura de ciencia ficción como instrumento de apropiación que han realizado los magnates tecnológicos, las elites financieras de Silicon Valley y otros polos tecnológicos del Norte global.
Las novelas ¿Sueñan los gauchoides con ñandúes eléctricos? y Ascenso y apogeo del imperio argentino fueron reeditadas conjuntamente por la editorial en 2025.
Asimismo, basado en el universo de ciencia ficción de su obra, escribió el guion del videojuego en 8 bits Elige tu propio gauchoide, Además, tradujo del griego antiguo los Fragmentos de Heráclito y textos para Antología de escritoras griegas, y del inglés cuentos de William Faulkner, Angela Carter, James Tiptree Jr. y Philip K. Dick, entre otros. Sus libros fueron traducidos al búlgaro, al inglés, al italiano y al portugués.

## Obra

### Novela
- ¿Sueñan los gauchoides con ñandúes eléctricos? (Santiago Arcos, 2013)
- Ascenso y apogeo del imperio argentino (Santiago Arcos, 2018)
- La infancia del mundo (Anagrama, 2023)
- Ficciones gauchopunk (Caja Negra, 2025)

### Ensayo
- Tecnología y barbarie. Ocho ensayos sobre monos, virus, bacterias, escritura no humana y ciencia ficción (Anagrama, 2020 y 2025)
- Ciencia ficción capitalista. Cómo los multimillonarios nos salvarán del fin del mundo (Anagrama, 2023)

### Poesía
- Papelera de reciclaje (Huesos de Jibia, 2011)

## Premios
- 2022: Premio O. Henry de Ficción Corta por El niño dengue.[21][22]